# Yoshio Harada
Yoshio Harada (em japonês:  原田 芳雄, Harada Yoshio; 29 de fevereiro de 1940 – 19 de julho de 2011) foi um ator japonês mais conhecido por interpretar rebeldes em uma carreira que durou seis décadas.

## Carreira
Nascido em Tóquio, Harada ingressou na tropa do teatro Haiyūza em 1966 e estreou na televisão em 1967, com Tenka no seinen. No ano seguinte, participou do sue primeiro filme, Fukushū no uta ga kikoeru. Ele obteve fama aparecendo em filmes de Nova Ação da companhia Nikkatsu, representando jovens rebeldes. Entre esses filmes, destaca-se Stray Cat Rock: Crazy Riders '71 (Alleycat Rock: Crazy Riders '71) do diretor Toshiya Fujita, no qual ele interpretou o filho de um chefe da Yakuza.
Após deixar o teatro Haiyūza em 1971, ele apareceu em filmes de diversos diretores, incluindo Seijun Suzuki, Shūji Terayama, Azuma Morisaki, Kihachi Okamoto, Rokurō Mochizuki, Jun Ichikawa, Hirokazu Kore-eda e Kōji Wakamatsu, mas ele era particularmente preferido por Kazuo Kuroki e Junji Sakamoto. Harada estrelou em muitos filmes independentes, incluindo os da Art Theatre Guild. De acordo com o crítico Mark Schilling, Harada era "o favorito de gerações de diretores japoneses por suas características ásperas, voz baixa e estridente e presença distinta, com tons de escuridão e selvageria que o tornaram natural para papéis anti-herói em sua juventude". Harada também apareceu em muitos dramas de televisão.
Ele morreu de câncer colorretal em 19 de julho de 2011, enquanto lutava contra a doença. Seu último filme estrelado foi Someday, e foi em uma entrevista coletiva para o filme, em 11 de julho, que ele fez sua última aparição pública.

## Premiações
Veterano com mais de oitenta filmes realizados, Harada ganhou o prêmio de melhor ator no Blue Ribbon Awards de 1990 por Ronin-gai e Ware ni Utsu Yōi Ari. Na mesma premiação, ele havia ganhado o prêmio de melhor ator coadjuvante em 1975 por Matsuri no junbi. Ele também ganhou o prêmio de melhor ator no Mainichi Eiga Concours em 1997 por Onibi, e o Hōchi Eiga Shō de melhor ator coadjuvante em 1989 por Dotsuitarunen. Ele foi indicado duas vezes ao Prêmio de Melhor Ator da Academia japonesa de cinema e ganhou o prêmio de melhor ator coadjuvante no décimo primeiro Festival de Cinema de Iocoama por Dotsuitarunen e Kiss yori kantan.
Ele recebeu uma medalha de honra com fita roxa do governo japonês em 2003.